# Sandra Bacher
Sandra Atsuko Bacher –conocida como Sandy Bacher– (Long Island, 28 de mayo de 1968) es una deportista estadounidense que compitió en judo y lucha libre.
En su carrera como judoka ganó una medalla en los Juegos Panamericanos de 1999 y cinco medallas en el Campeonato Panamericano de Judo entre los años 1992 y 2000.
En lucha obtuvo tres medallas en el Campeonato Mundial entre los años 1997 y 1999, y dos medallas en el Campeonato Panamericano, en los años 1997 y 1998.

## Palmarés internacional
| Juegos Panamericanos    | Juegos Panamericanos            | Juegos Panamericanos | Juegos Panamericanos |
| Año                     | Lugar                           | Medalla              | Categoría            |
| ----------------------- | ------------------------------- | -------------------- | -------------------- |
| 1999                    | Winnipeg (Canadá)               | Medalla de bronce    | –70 kg               |
| Campeonato Panamericano |                                 |                      |                      |
| Año                     | Lugar                           | Medalla              | Categoría            |
| 1992                    | Hamilton (Canadá)               | Medalla de bronce    | –72 kg               |
| 1996                    | San Juan (Puerto Rico)          | Medalla de plata     | –72 kg               |
| 1998                    | Santo Domingo (Rep. Dominicana) | Medalla de plata     | –70 kg               |
| 1999                    | Montevideo (Uruguay)            | Medalla de plata     | –70 kg               |
| 2000                    | Orlando (Estados Unidos)        | Medalla de plata     | –70 kg               |

| Campeonato Mundial      | Campeonato Mundial         | Campeonato Mundial | Campeonato Mundial |
| Año                     | Lugar                      | Medalla            | Categoría          |
| ----------------------- | -------------------------- | ------------------ | ------------------ |
| 1997                    | Clermont-Ferrand (Francia) | Medalla de plata   | 68 kg              |
| 1998                    | Poznań (Polonia)           | Medalla de bronce  | 68 kg              |
| 1999                    | Boden (Suecia)             | Medalla de oro     | 68 kg              |
| Campeonato Panamericano |                            |                    |                    |
| Año                     | Lugar                      | Medalla            | Categoría          |
| 1997                    | San Juan (Puerto Rico)     | Medalla de plata   | 68 kg              |
| 1998                    | Winnipeg (Canadá)          | Medalla de plata   | 68 kg              |